# Shirayuki
Lo Shirayuki (白雪? lett. "Neve bianca"), sino al 1º agosto 1928 denominato 36-Gō kuchikukan (第36駆逐艦? lett. "cacciatorpediniere Numero 36"), è stato un cacciatorpediniere della Marina imperiale giapponese, sesta unità della classe Fubuki. Fu varato nel novembre 1927 dal cantiere di Yokohama.
Appartenente all'11ª Divisione, nei primi mesi della guerra nell'Oceano Pacifico fornì protezione ai convogli che sbarcarono le truppe della 25ª Armata in Malaysia e Borneo britannico; fu quindi aggregato al gruppo occidentale per l'invasione di Giava e combatté nella battaglia dello Stretto della Sonda. In marzo e aprile operò nell'Oceano Indiano, quindi tornò in patria a fine mese. Revisionato, seguì la 1ª Flotta e alla battaglia delle Midway (4-6 giugno), senza avervi alcun ruolo. Distaccato per operazioni di scorreria nell'Oceano Indiano, in agosto fu precipitosamente ridestinato al fronte delle isole Salomone per partecipare alla campagna di Guadalcanal: cannoneggiò alcune volte Henderson Field e completò svariate missioni del Tokyo Express. A metà novembre partecipò senza riportare danni alla seconda fase della battaglia navale di Guadalcanal e nel febbraio 1943 garantì con numerosi altri cacciatorpediniere la copertura necessaria all'evacuazione dell'isola. Schierato con altre sette unità similari in difesa di un convoglio di otto trasporti diretto in Nuova Guinea, fu centrato in pieno da una bomba nel Mare di Bismarck e affondò quasi subito, ma buona parte dell'equipaggio fu tratto in salvo.

## Servizio operativo

### Costruzione
Il cacciatorpediniere Shirayuki fu ordinato nell'anno fiscale edito dal governo giapponese nel 1923, inizialmente con la denominazione "cacciatorpediniere Numero 36" (36-Gō kuchikukan in lingua giapponese). La sua chiglia fu impostata nel cantiere navale di Yokohama il 19 marzo 1927 e il varo avvenne il 20 marzo 1928; fu completato il 18 dicembre dello stesso anno e il 1º agosto, intanto, aveva assunto il suo nome definitivo, avendo la Marina imperiale abbandonato alla data il sistema di nomenclatura del naviglio leggero con soli numeri. La nave formò con il Fubuki e lo Hatsuyuki l'11ª Divisione, dipendente dalla 3ª Squadriglia della 1ª Flotta. Tra 1940 e 1941 il comando fu preso dal capitano di corvetta Rokorō Sugawara.

### 1941-1942
Il 20 novembre 1941 lo Shirayuki seguì la divisione d'appartenenza e l'intera 3ª Squadriglia da Kure a Samah sull'isola di Hainan, raggiunta il 26. Il 4 dicembre fu assegnato con i cacciatorpediniere gemelli alla scorta della 7ª Divisione incrociatori (Mogami, Mikuma, Suzuya, Kumano), a sua volta costituente la copertura a distanza degli sbarchi a Kota Bharu, in Malaysia, nel Borneo britannico e alle isole Anambas. Il 27 gennaio 1942 contribuì con il Fubuki, lo Asagiri, lo Yugiri e l'ammiraglia della squadriglia Sendai alla distruzione del cacciatorpediniere HMS Thanet vicino Endau. Dal 13 al 18 febbraio operò assieme alle formazioni che sbarcarono truppe sull'isola di Bangka e poi a Palembang, venendo coinvolto con lo Asagiri e l'incrociatore leggero Yura nella cattura o affondamento di sette unità alleate. Aggregato dunque al gruppo occidentale del viceammiraglio Jisaburō Ozawa per l'invasione di Giava, nella notte tra il 28 febbraio e il 1º marzo combatté nella breve battaglia dello Stretto della Sonda e fu colpito da un proietto sul ponte, riportando un morto e undici feriti. Inviato a Singapore una volta avvenuti gli sbarchi, lo Shirayuki ne partì l'8 marzo di scorta a convoglio carico di truppe che il 14 giunse indenne a Rangoon; quindi fu riunito il 23 alla divisione d'appartenenza, che seguì la squadra di appoggio del viceammiraglio Ozawa e coprì la facile conquista delle isole Andamane. Lo Shirayuki fece base a Port Blair, condusse ricognizioni e servizio di scorta, infine rientrò a Singapore; poi il 13 l'intera 11ª Divisione fece rotta per Kure, raggiunta il 22 dopo una tappa alla baia di Cam Ranh e dove fu revisionato. Nel frattempo la divisione era passata alle dipendenze della 1ª Flotta, che accompagnò nel corso della battaglia delle Midway (4-6 giugno), senza però avervi parte. Tornata in patria, la divisione scortò un convoglio sino alle isole Amami Ōshima e dal 2 al 16 condusse in loco pattugliamenti anti-sommergibile; il 17 ebbe ordine di recarsi a Mergui, in Birmania, per future operazioni nell'Oceano Indiano. Raggiunse la destinazione il 31 dopo aver fatto tappa alla base militare di Mako e a Singapore, ma l'8 agosto fu dirottata a Guadalcanal, dove marine statunitensi erano sbarcati d'improvviso il giorno prima.
Lo Shirayuki e le unità gemelle navigarono sino a Davao e presero in consegna un gruppo di trasporti che salpò il 19 agosto: quattro giorni dopo tutte le navi giunsero alla base aeronavale di Truk e l'11ª Divisione proseguì poco dopo per la piazzaforte di Rabaul, toccata il 27 agosto. Subito lo Shirayuki e i cacciatorpediniere gregari furono incaricati di proteggere il trasporto Sado Maru in partenza per le isole Shortland, che furono raggiunte in sicurezza il 29. La divisione effettuò quindi il trasporto veloce di nuclei di fanteria all'isola contesa. Il 31 agosto il solo Shirayuki recò altre truppe alla guarnigione, quindi il 2 settembre effettuò un bombardamento dell'aeroporto locale coprendo il posamine Tsugaru; completò missioni di trasporto truppe il 5, il 15 e il 21 settembre, mentre sia l'8, sia il 18 settembre condusse puntate offensive nelle acque dell'isola. Il 13 settembre, inoltre, tirò nuovamente sulla pista aerea in appoggio all'offensiva Kawaguchi. Nella prima metà di ottobre effettuò con successo altri tre sbarchi notturni e la mattina del 12 ottobre trasse in salvo i superstiti del Murakumo, affondato mentre incrociava nelle acque dello scontro di Capo Speranza; il 14 e il 17 completò altre due missioni di trasporto truppe. Il 1º novembre il comandante Sugawara fu promosso capitano di fregata e il giorno successivo lo Shirayuki compì un trasporto truppe, subendo danni leggeri per un urto con bassi fondali vicino al luogo di sbarco. Il 6 novembre affiancò l'incrociatore Sendai che, dalle Shortland, si portò il 9 a Truk: qui il cacciatorpediniere passò con l'intera 3ª Squadriglia alla 2ª Flotta, coinvolta in un massiccio movimento navale per recare il grosso della 38ª Divisione a Guadalcanal. Partecipò quindi al secondo scontro notturno della battaglia navale di Guadalcanal, durante il quale cooperò con l'Hatsuyuki, il Sendai e l'incrociatore leggero Nagara nel mettere fuori causa o distruggere i quattro cacciatorpediniere statunitensi presenti. Fallita comunque l'offensiva per l'opposizione aerea, l'indenne Shirayuki rientrò a Truk e dal 29 novembre al 4 dicembre spostò alle Shortland e a Rabaul alcuni equipaggi dell'aeronautica; quindi il 5 fu assegnato alla portaerei Hiyo ed entrambe le unità arrivarono a Kure il 10, dove lo Shirayuki fu sottoposto a revisione. A partire dal 21 dicembre scortò un gruppo di trasporti carichi di truppe in un lungo viaggio da Shanghai a Truk a Rabaul e infine alle Shortland.

### 1943 e l'affondamento
Il 21 gennaio 1943 lo Shirayuki uscì urgentemente da Truk per prestare soccorso a un trasporto silurato; due giorni dopo scortò il Sendai sino a Rabaul e ne ripartì subito con a bordo il contrammiraglio Shintarō Hashimoto, comandante della 3ª Squadriglia, che fece scendere alle isole Shortland. Il 28 coprì l'approdo di reparti alle isole Russell e dal 1º febbraio l'evacuazione di Guadalcanal: quel giorno stesso, anzi, trasse in salvo Hashimoto dal Makinami, messo fuori combattimento da apparecchi americani, e divenne l'ammiraglia della squadriglia per il resto dell'operazione. Il 7 essa si concluse e lo Shirayuki ripiegò a Rabaul, dove il 25 febbraio l'intera 3ª Squadriglia, già passata al comando del contrammiraglio Masatomi Kimura, fu trasferita agli ordini dell'8ª Flotta. Tre giorni dopo salpò con i cacciatorpediniere Arashio, Asashio, Asagumo, Tokitsukaze, Yukikaze, Shikinami e Uranami di scorta a un gruppo di otto trasporti, incaricati di recare in Nuova Guinea la 51ª Divisione fanteria e sostanziosi materiali per l'aviazione. La formazione fu localizzata nonostante le manovre diversive di Kimura e pesantemente attaccata da oltre 100 tra bombardieri bimotori e caccia il 3 marzo, quando si trovava circa 55 miglia a sud-est di Finschhafen (7°15′S 148°30′E); grazie anche alla rischiosa tecnica dello skip bombing, i velivoli alleati ottennero grandi successi. Lo Shirayuki fu sorpreso dalla nuova tattica e una bomba, rimbalzata sull'acqua, impattò con violenza ed esplose in corrispondenza del deposito munizioni anteriore: lo scoppio tranciò di netto la prua e subito lo scafo si inclinò prima di sprofondare con trentadue morti. Gli oltre 160 superstiti, tra i quali Kimura e il capitano Sugawara, furono raccolti dal danneggiato Shikinami.
Il 1º aprile 1943 lo Shirayuki fu depennato dai ruoli del naviglio in servizio con la Marina imperiale.